# Storia dell'intersessualità

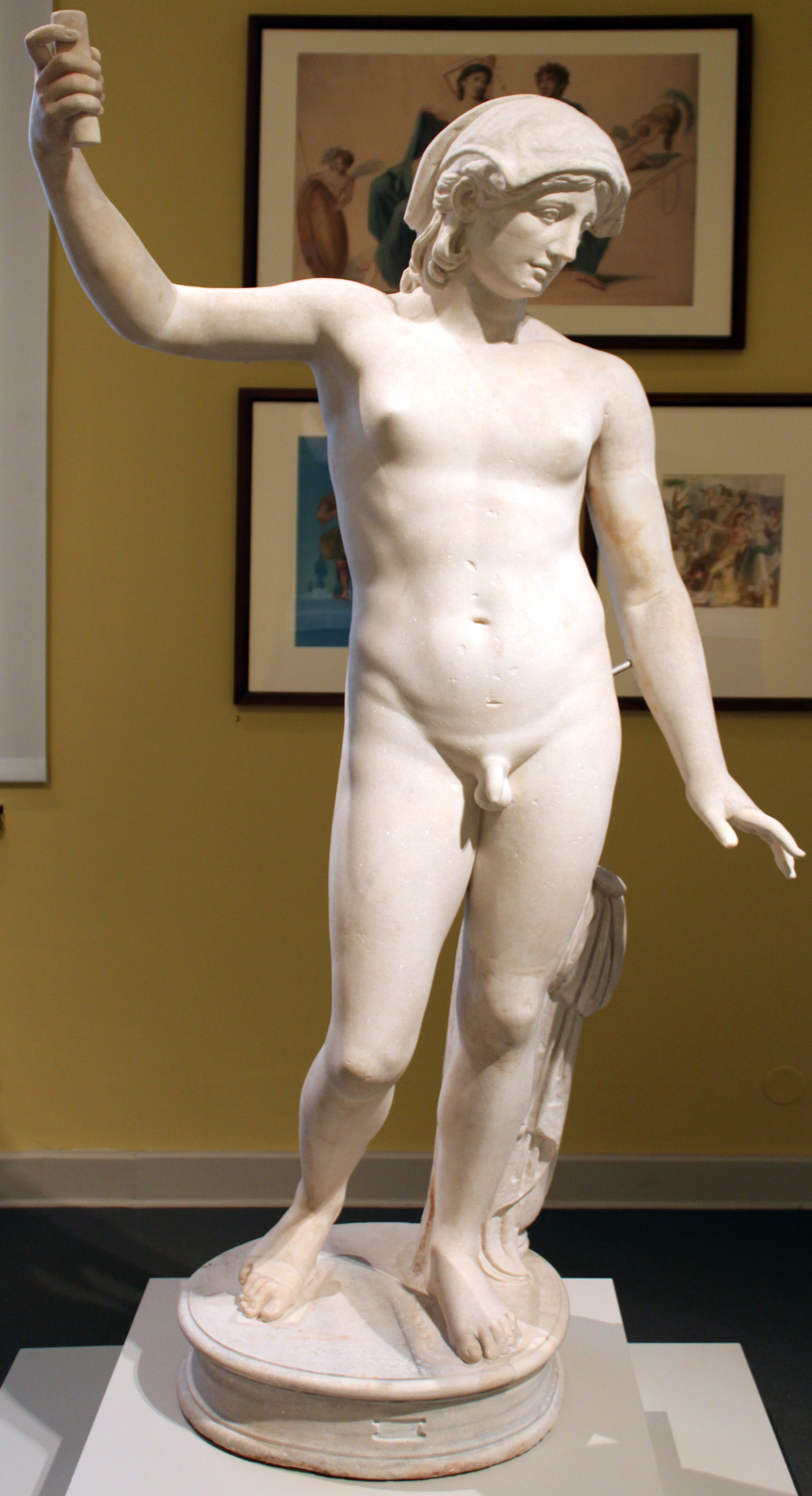
Statua di Ermafrodito: divinità della mitologia greca, figlio di Ermes e di Afrodite. Dal suo nome deriva la parola ermafrodita.

Per storia dell'intersessualità si intende la storia delle persone con tratti fisici accomunabili all'intersessualità nel corso dei secoli.
L'intersessualità, negli umani e in altri animali, descrive alcune variazioni nelle caratteristiche sessuali tra cui cromosomi, gonadi, ormoni sessuali o genitali che, secondo l'Ufficio delle Nazioni Unite dell'Alto Commissario per i diritti umani, "non si adattano alle tipiche nozioni binarie di corpi maschili o femminili ". Gli intersessuali erano storicamente chiamati "ermafroditi" o "eunuchi congeniti", mentre le donne "frigide". Tali termini sono caduti in disuso, oramai considerati fuorvianti e stigmatizzanti.
Le persone intersessuali sono state trattate in modi diversi a seconda della cultura e del periodo storico in cui vivevano. Indipendentemente dal fatto che fossero tollerate o accettate socialmente da una particolare cultura, l'esistenza delle persone intersessuali era nota a molte culture e sistemi giuridici antichi e pre-moderni ed esistono numerosi resoconti storici.

## Storia antica
Un mito sumerico creato nel 2.000 A.C. parla di Ninmah, una dea madre, che modella l'umanità con l'argilla. Si vanta che determinerà il destino - buono o cattivo - per tutti gli stili:
Ninma prese l'argilla dalla cima dell'Apsû [acque sotterranee primordiali] nella sua mano e ne trasse per prima cosa un uomo che non riusciva a piegare le sue deboli mani tese. Enki guardò l'uomo che non poteva piegare le sue mani deboli protese e decretò il suo destino: lo nominò servo del re. (Tre uomini e una donna con biologia atipica si formano e Enki dà a ciascuno di loro varie forme di status per garantire il rispetto per la loro unicità) ... In sesto, ne ha modellato uno senza né il pene né la vagina sul suo corpo. Enki guardò quello che non aveva né il pene né la vagina sul suo corpo e gli diede il nome di Nibru (eunuco), E decretò come suo destino di stare di fronte al re.»
Nella cultura ebraica tradizionale, gli individui intersessuali erano chiamati androgini o tumtum e assumevano ruoli di genere diversi, a volte conformi agli uomini e a volte alle donne.

### Grecia antica
Nella tradizione mitologica, Ermafrodito era un bellissimo giovane che era il figlio di Ermes (Mercurio romano) e Afrodite (Venere). Ovidio scrisse l'opera narrativa più influente su come Ermafrodito divenne androgino, sottolineando che sebbene il giovane bello fosse al culmine dell'età adulta sessuale, respingeva l'amore come Narciso e, allo stesso modo, della sua nascita in uno stagno. Lì vide la ninfa acquatica Salmacis che lo desiderava. Lui la respinse e lei fece finta di ritirarsi finché Ermafrodito, convinto di essere solo, si spogliò per fare il bagno nelle sue acque. Quindi si gettò su di lui e pregò che non si separassero mai. Gli dei concessero questa richiesta, e da allora in poi il corpo di Ermafrodito conteneva sia il maschio che la femmina. Di conseguenza, gli uomini che hanno bevuto da quelle acque "sono diventati morbidi con il vizio dell'impudicizia". Il mito di Hylas, il giovane compagno di Ercole, rapito dalle ninfe acquatiche, condivide con Ermafrodito e Narciso il tema dei pericoli che affronta il bellissimo maschio adolescente mentre transita verso la mascolinità adulta, con risultati diversi per ciascuno.

### Antica Roma

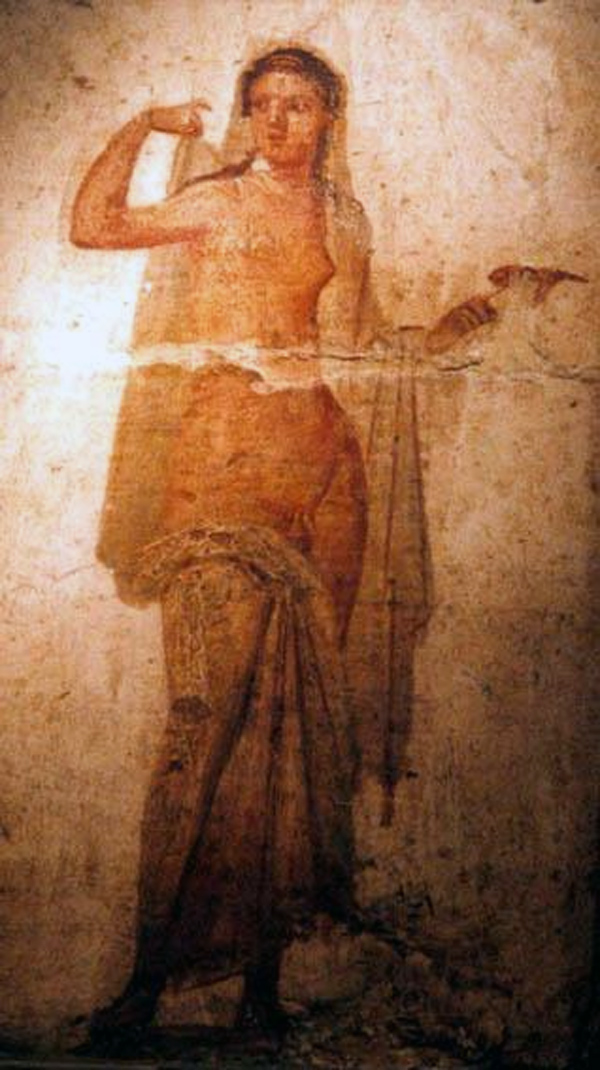
Ermafrodito in un dipinto murale di Ercolano (prima metà del I secolo d.C.)

Plinio il Vecchio nota che "ci sono anche quelli che sono nati con entrambi i sessi, che noi chiamiamo ermafroditi, un tempo androgini" (andr-, "uomo" e gin-, "donna", dal greco). Dell'epoca abbiamo un resoconto storico di un eunuco congenito.

Lo storico siciliano Diodoro (I secolo A.C.) scrisse di "ermafrodito" nel I secolo:
Isidoro di Siviglia (560-636 circa) descriveva un ermafrodita in modo fantasioso come coloro che "hanno il seno destro di un uomo e il sinistro di una donna, e dopo il coito a turno possono sia generare che avere figli". Sotto la legge romana, come molte altre di varie nazioni, un ermafrodita doveva essere classificata come maschio o femmina. Roscoe afferma che l'ermafrodita rappresentava una "violazione dei confini sociali, specialmente quelli fondamentali per la vita quotidiana come maschi e femmine".
Nella religione tradizionale romana la nascita di una persona ermafrodita era una specie di prodigio, un evento che segnalava un disturbo della pax deorum, il trattato di Roma con gli dei. Ma Plinio osservò che mentre un tempo gli ermafroditi erano considerati potenti, ai suoi tempi erano diventati oggetti di delizia e che venivano trafficati in un mercato esclusivo di schiavi. Secondo Clarke, le raffigurazioni di Ermafrodito erano molto popolari tra i romani:
I resoconti storici delle persone intersessuali includono il sofista e filosofo Favorinus, descritto come eunuco dalla nascita. Barigazzi, Mason e altri descrivono Favorinus come una persona con tratti intersessuali.
Un ampio senso del termine "eunuco" si riflette nel compendio delle antiche leggi romane raccolte da Giustiniano I nel VI secolo noto come Digesto o Pandects. Questi testi distinguono tra la categoria generale degli eunuchi (spadones, che denota "uno che non ha potere generativo, una persona impotente, per natura o per castrazione", D 50.16.128) e il sottoinsieme più specifico di castrati (castrati maschi, fisicamente incapaci di procreare). Gli eunuchi (spadones) venduti nei mercati degli schiavi erano considerati dal giurista Ulpiano "non difettosi o malati, ma sani", poiché erano anatomicamente in grado di procreare proprio come i monorchidi (D 21.1.6.2). D'altra parte, come ha sottolineato Julius Paulus, "se qualcuno è un eunuco in modo tale da non avere una parte necessaria del suo corpo" (D 21.1.7), allora sarebbe considerato malato. In questi testi giuridici romani, spadones (eunuchi) possono sposare donne (D 23.3.39.1), istituire eredi postumi (D 28.2.6), e adottare bambini (Istituzioni di Giustiniano 1.11.9), a meno che non siano castrati.

### Tamil antico
Gopi Shankar Madurai nota che nell'antica letteratura Tamil Sangam usa la parola "pedi" per riferirsi a persone nate con una condizione di intersessualità; si riferisce anche agli hijra di antharlinga e a vari altri hijra, le persone intersessuali sono popolarmente conosciute come "Mabedi Usili" nella comunità di Hijra, ma l'identità delle persone in questione è sempre rimasta un'identità distinta dalla comunità hijra popolare. In Tirumantiram Tirumular ha registrato la relazione tra le persone Intersex e Shiva.

## Medioevo

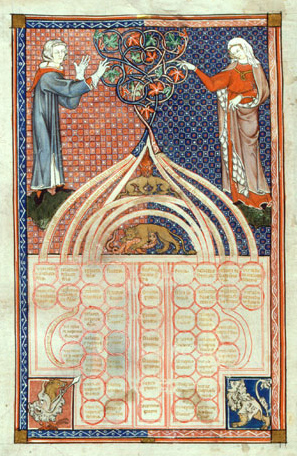
Un'illustrazione di un manoscritto del XIII secolo del Decretum Gratiani

In Abnormal (Les anormaux), Michel Foucault ha suggerito che è probabile che "dal Medioevo al XVI secolo ... gli ermafroditi fossero considerati dei mostri ed è per questo che furono giustiziati, bruciati sul rogo e le loro ceneri gettate ai venti".
Tuttavia, nessuna prova storica è stata trovata per tali affermazioni. Invece Christof Rolker e altri esperti hanno scoperto che le fonti del diritto canonico forniscono prove per una prospettiva alternativa basata sulle indicazioni visive prevalenti e sull'esecuzione di ruoli di genere. Il Decretum Gratiani del XII secolo afferma che "Un ermafrodita può testimoniare a un testamento, dipende da quale sesso prevale" ("Hermafroditus ad testamentum adhiberi possit, qualitas sexus incalescentis ostendit.").
Alla fine del XII secolo, l'avvocato canonico Huguccio affermava che: "Se qualcuno ha la barba e desidera sempre agire come un uomo (excercere virilia) e non come una donna, e se desidera sempre tenere compagnia agli uomini e non alle donne, è un segno che il sesso maschile prevale in lui e quindi è in grado di essere un testimone mentre la donna non è ammessa". Riguardo all'ordinazione degli "ermafroditi", Huguccio ha concluso: "Se dunque la persona è attratta dal femminile più del maschio, la persona non riceve l'ordine, se il contrario, la persona è in grado di ricevere l'ordinazione, ma non dovrebbe essere ordinato a causa di deformità e mostruosità."
De Legibus et Consuetudinibus Angliae di Henry de Bracton ("On the Laws and Customs of England"), c. 1235, classifica l'umanità come "maschio, femmina o ermafrodita", e "Un ermafrodita è classificato con maschio o femmina in base alla predominanza degli organi sessuali".
L'avvocato canonico del XIII secolo, Enrico di Segusio, sosteneva che "i veri ermafroditi" in cui nessun sesso prevaleva potevano scegliere il loro genere legale sotto giuramento.

## Rinascimento
Il giurista e giudice inglese del XVII secolo Edward Coke (Lord Coke), scrisse nelle sue leggi legate all'ambito del diritto alla successione: "Ogni erede è o un maschio, una femmina o un ermafrodito (che è anche chiamato Androgino) e quest'ultimo sarà un erede secondo il tipo di sesso che prevale." Questi "Istituti" erano ampiamente considerati come fondamento di legge.
Esistono alcuni resoconti storici di persone intersessuali dovute principalmente alla scoperta di documenti legali pertinenti, inclusi quelli di Thomas (ine) Hall (XVII secolo; USA), Eleno de Céspedes, una persona intersessuale del XVI secolo vissuta in Spagna, e Fernanda Fernández (Spagna del XVIII secolo).
In un caso giudiziario, trattato alla Castellania nel 1774 con l'Ordine di San Giovanni a Malta, la diciassettenne Rosa Mifsud di Luqa, più tardi descritta nel British Medical Journal come uno pseudoermafrodita, propose una petizione per cambiare la propria classificazione del sesso. Due medici sono stati nominati dal tribunale per eseguire un esame. Hanno scoperto che "il sesso maschile fosse dominante". Gli esaminatori erano il medico-capo e un chirurgo anziano, entrambi impiegati presso la Sacra Infermeria. Il Gran maestro stesso prese la decisione finale per Mifsud di indossare solo abiti maschili da quel momento in poi.

## Periodo moderno

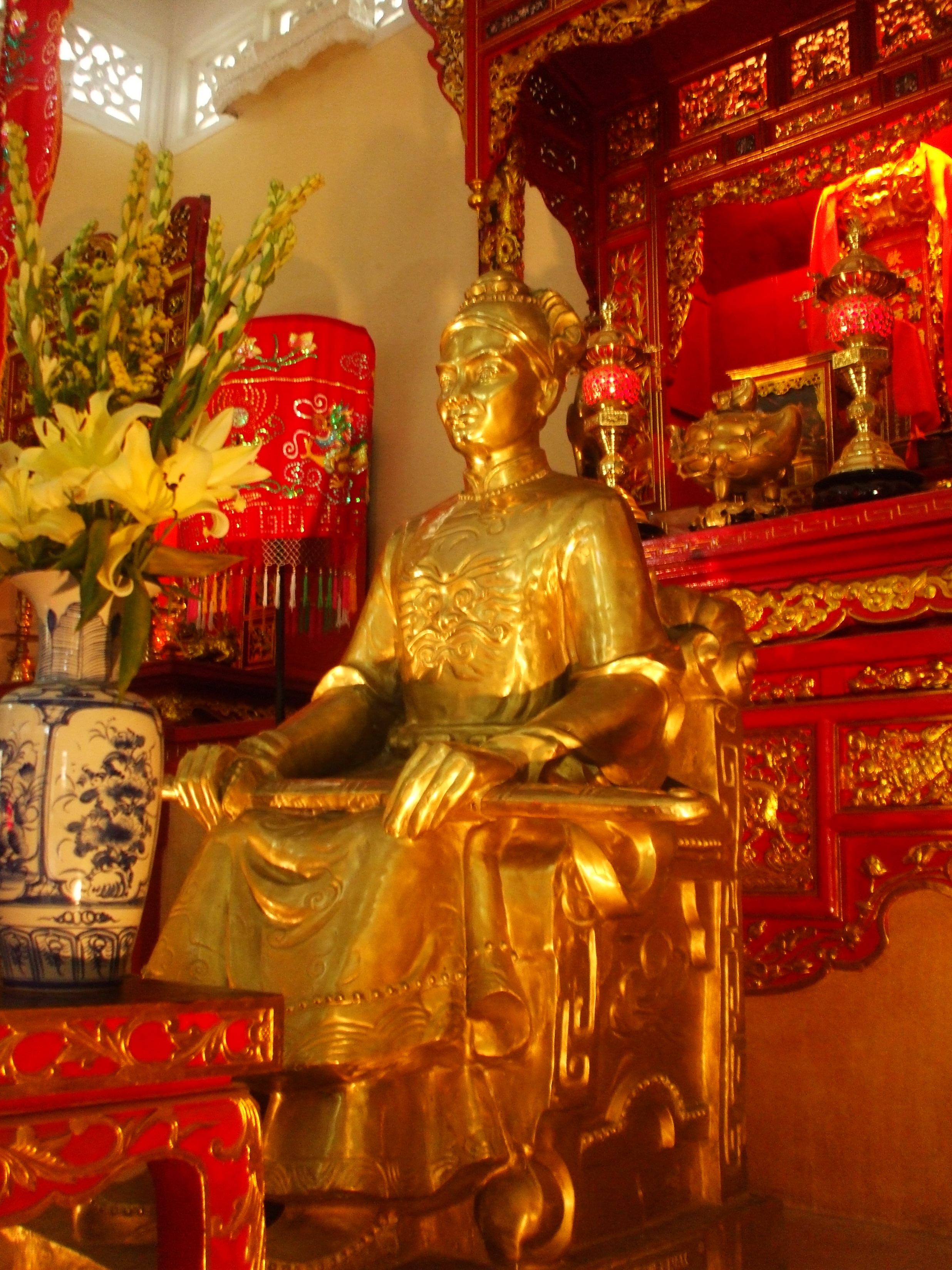
Statua in bronzo di Lê Văn Duyệt nella sua tomba

Durante l'era vittoriana i medici hanno introdotto i termini "vero ermafrodita" (per un individuo che ha sia tessuto ovarico che testicolare, verificato al microscopio), "pseudoermafrodita maschile" (per una persona con tessuto testicolare ma con una anatomia sessuale femminile o ambigua) e "pseudoermafrodita femminile" (per una persona con tessuto ovarico, ma con una anatomia sessuale maschile ambigua.
Fonti storiche riportano l'esistenza di noti ermafroditi come: il vietnamita Lê Văn Duyệt (XVIII / XIX secolo) che contribuì a unificare il Vietnam; Gottlieb Göttlich, un Freaks itinerante tedesco del XIX secolo; e Levi Suydam, una persona intersessuale negli Stati Uniti del 19º secolo la cui capacità di votare nelle elezioni per soli uomini fu messa in discussione.
Le memorie della francese intersessuale Herculine Barbin del XIX secolo furono pubblicate da Michel Foucault nel 1980. Dal giorno del suo compleanno è nato l'Intersex Day of Remembrance (l'8 novembre).

## Età contemporanea

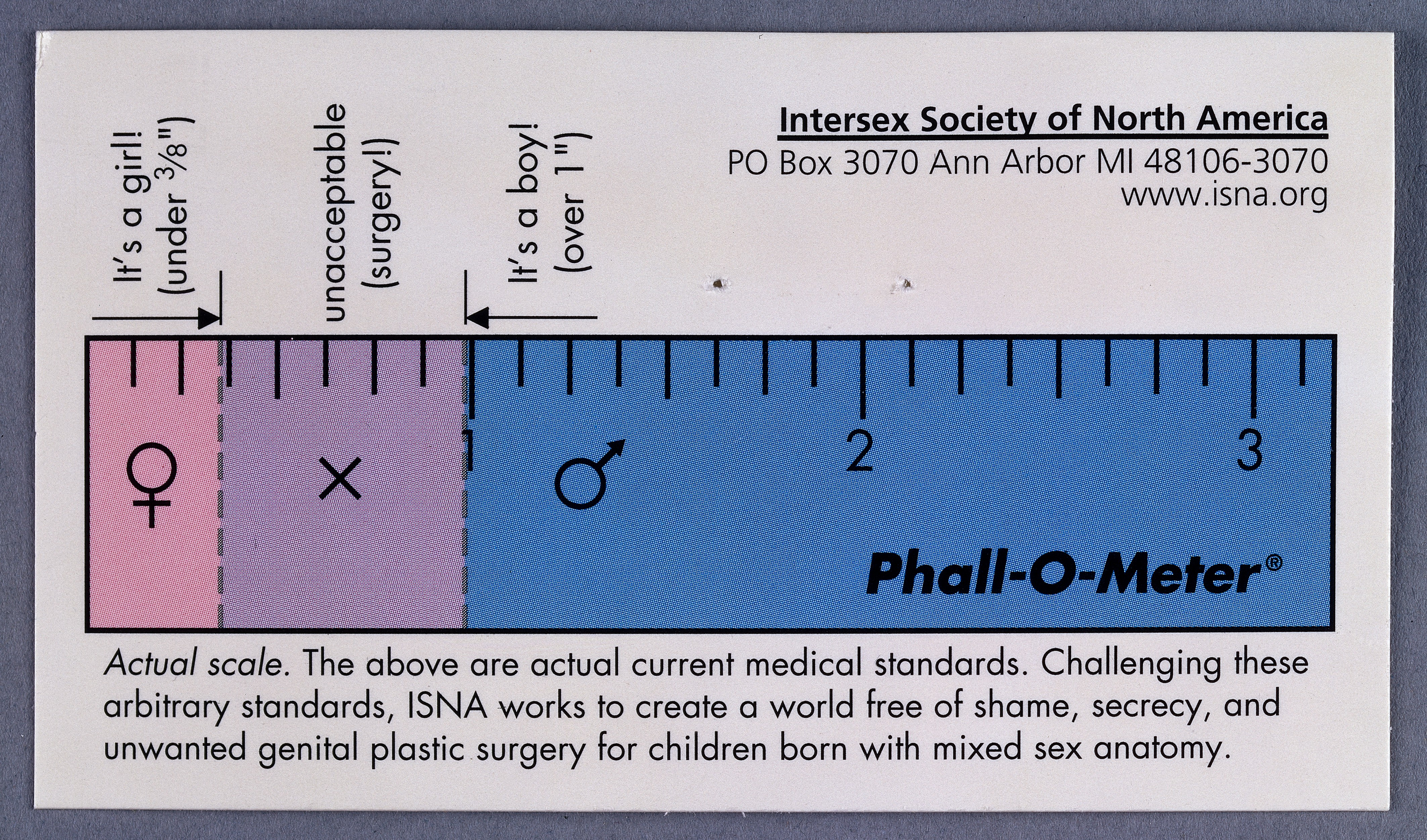
Il Phall-O-Meter satireggia le valutazioni cliniche di clitoride e lunghezza del pene appropriati alla nascita.

Il termine intersessualità (intersexuality) fu coniato da Richard Goldschmidt nel documento del 1917 Intersexuality and the endocrine aspect of sex. Il primo suggerimento di sostituire il termine "ermafrodita" con "intersex" venne dallo specialista britannico Cawadias negli anni '40. Questo suggerimento è stato ripreso da specialisti nel Regno Unito durante gli anni '60. I resoconti storici del primo Novecento includono quello dell'australiana Florrie Cox, il cui matrimonio fu annullato a causa della "malformazione frigidità".
Dall'ascesa della moderna scienza medica nelle società occidentali, alcune persone intersessuali con ambigui genitali esterni hanno modificato i loro genitali chirurgicamente per farli assomigliare a genitali femminili o maschili. I chirurghi individuarono i bambini intersessuali come "emergenza sociale" una volta nati. I genitori dei bambini intersex non erano contenti della situazione. Psicologi, sessuologi e ricercatori spesso credevano che fosse meglio cambiare i genitali di un bambino quando sono più giovani rispetto alla loro controparte adulta. Questi scienziati ritenevano che un intervento precoce potesse contribuire a evitare una confusione legata all'identità di genere. Si chiamava "Optimal Gender Policy", e fu inizialmente sviluppata negli anni '50 da John Money. Money e gli altri esperti ritenevano che i bambini avessero maggiori probabilità di sviluppare un'identità di genere che corrispondesse al sesso associato durante la crescita (che potrebbe essere determinata da cromosomi, gonadi o ormoni). L'obiettivo principale del compito era scegliere il sesso che avrebbe portato alla minima inconsistenza tra anatomia esterna e psiche assegnata (identità di genere).
Poiché i progressi della chirurgia hanno reso possibile nascondere l'intersessualità, molte persone non sono consapevoli della frequenza con cui si verifica tale aspetto negli esseri umani. Il dialogo tra quelli che un tempo erano gruppi antagonisti di attivisti e clinici ha portato a lievi cambiamenti nelle politiche mediche e a come i pazienti intersessuali e le loro famiglie sono trattate in alcune località. Numerose organizzazioni della società civile e istituzioni per i diritti umani ora chiedono la fine degli inutili interventi di "normalizzazione".
La prima manifestazione pubblica di persone intersex si è svolta a Boston il 26 ottobre 1996, fuori dalla sede di Boston, dove l'American Academy of Pediatrics teneva la sua conferenza annuale. Il gruppo manifestò contro i trattamenti "normalizzanti" e portò un cartello con scritto: "Ermafroditi con atteggiamento". L'evento è ora commemorato dalla Giornata della consapevolezza intersessuale (Intersex Awareness Day).
Nel 2011 Christiane Völling è diventata la prima persona intersessuale nota per aver citato in giudizio una persona per danni sulla basa di un intervento chirurgico non consensuale di riassegnazione del sesso. Nell'aprile 2015, Malta è diventata il primo paese a mettere fuori legge gli interventi medici non consensuali per modificare l'anatomia del sesso, compresa quella delle persone intersessuali.